# ComiPo!
ComiPo! és un programa per al sistema operatiu Windows desenvolupat per Web Technology Com Corporation per a crear còmics d'estil típic japonès sense necessitat de saber o poder dibuixar.Fou anunciat el 2010 i el 8 de desembre del mateix any la versió en japonès fou llençat al mercat. El programa està disponible en anglès i japonès i té una versió Flash. Té versió gratuïta, de pagament regular i de pagament "deluxe".
El gestor de l'empresa que la desenvolupat va dir que el programa a més de la gent que no sap o no pot dibuixar còmics també poden utilitzar-lo els dibuixants professionals per a fer esborranys.
Durant la creació del programa Koji Aihara fou consultat. Els personatges predefinits han sigut dissenyats per Kumi Horii.

## Funcionalitats
Els elements predefinits són de temàtica escolar.
Ofereix uns models de personatges, cinc, i objectes tridimensionals predefinits als quals l'usuari canvia d'expressió i pose (cent poses i expressions). Permet crear-ne de nous controlant les variables del tipus de cara, color d'ulls, pentinat, ulleres, sabates i roba, a més que es pot modificar els ja predefinits. La visió des del punt de vista de la càmera és ajustable. Els models tenen copyright, de manera que no es pot fer negoci amb els còmics mentre apareguen personatges.
També permet definir filtres i determinar els escenaris (que són tridimensionals i n'hi ha cent) i els diàlegs.
Compta amb una guia assistent automàtica en forma de personatge de 17 anys anomenada Miho "Comipo-chan" Koishikawa. La veu del personatge ve d'una membre d'AKB48, Sayaka Nakaya.

## Rebuda
A Softpedia el criticaren positivament, destacant l'usabilitat de l'interfície. A Anime News Network el criticaren positivament en general i consideraren com una cosa negativa les limitacions de caracterització dels personatges, com per exemple el no poder canviar el color de la pell. A Otaku USA van rebre una demo abans de la versió definitiva i van considerar que era un programa fàcil d'utilitzar. A la revista Weekly ASCII va rebre una crítica positiva.